# Ascagne
Pour les articles homonymes, voir Ascagne (homonymie) et Iule.
Dans la mythologie grecque et romaine, Ascagne (en grec ancien Ἀσκάνιος / Askánios) ou Iule/Jule est le fils d'Énée et de Créuse (la fille de Priam).

## Mythologie
Cependant la tradition la plus connue est la tradition romaine, reprise dans l’Énéide, où Ascagne s'établit avec son père en Italie. Virgile nous le présente comme un personnage incarnant l’espoir des Troyens survivants, adoré par son père et sa grand-mère paternelle, la déesse Vénus, mais parfois maladroit, qui par exemple déclenche les hostilités avec les Latins en tuant une biche sacrée. Il présente une aigrette de feu sur sa tête, « annonce d'un grand destin et de l'accession à la royauté ».
À la mort de son père, la tradition romaine représente Ascagne régnant sur les Latins et les Troyens réunis, luttant contre les Étrusques sur lesquels il aurait remporté une victoire près du Numicus. Enfin, il est considéré comme le fondateur d'Albe la Longue, trente ans environ après la fondation de Lavinium par son père. Il y est contraint par l’hostilité des Latins, lesquels prennent le parti de sa belle-mère Lavinia, veuve d’Énée, et de son demi-frère Silvius. C'est pourtant ce dernier qui lui succède sur le trône d'Albe.

## Iconographie
La représentation d'Ascagne ne connaît que peu de variantes dans le thème iconographique de la Fuite d’Énée. Figure avant tout secondaire dans l’iconographie grecque, il n’est que sporadiquement représenté, agrémentant alors la trame narrative. Il n’est pas encore investi de charge dynastique comme il le sera à l’époque romaine. Le type de figuration du personnage d’Ascagne est néanmoins représenté sur différents types de supports picturaux, monétaires ou autres.

### Céramique

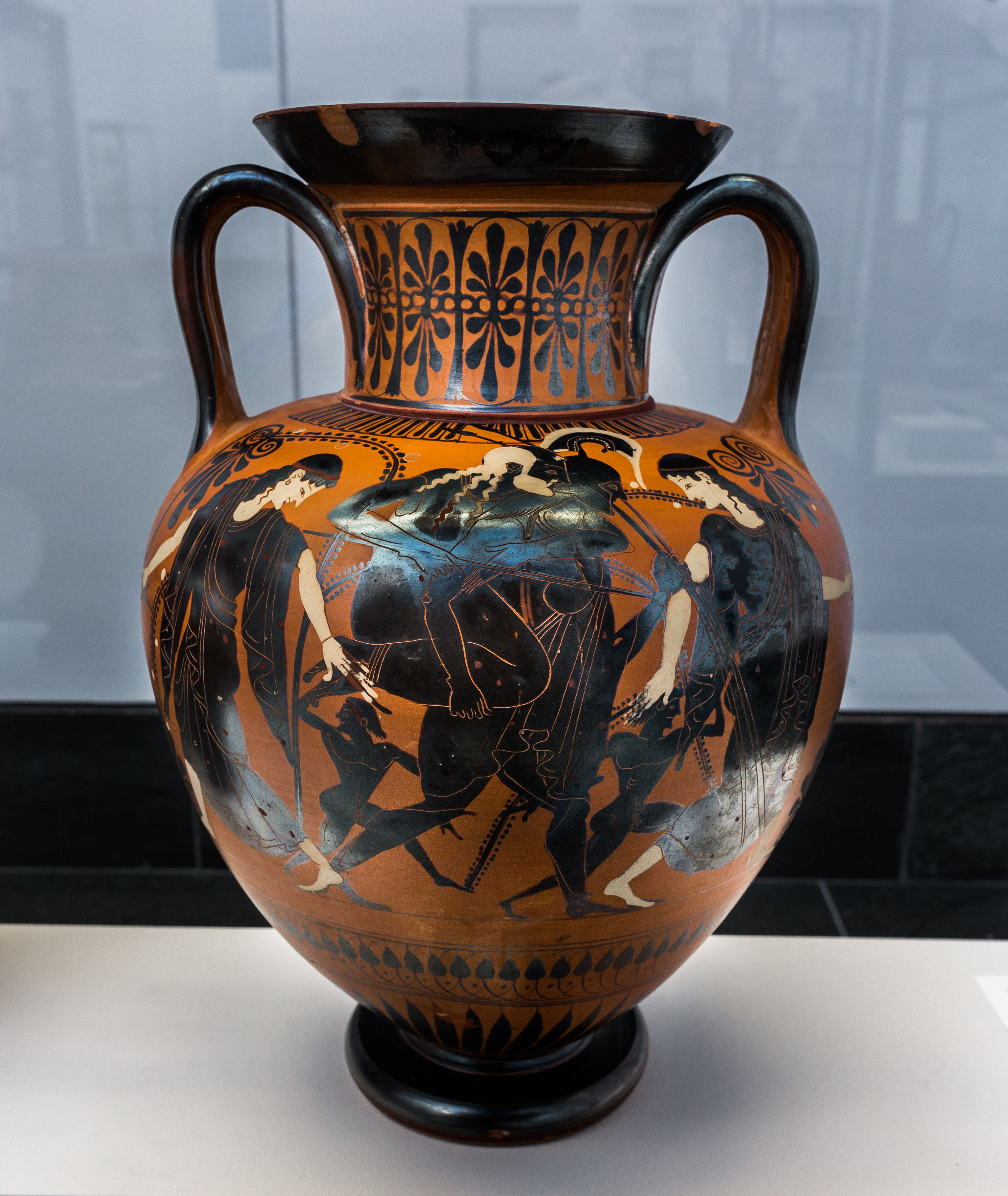
Peintre de Nikoxenos, amphore attique à figures noires, vers 500 - 490 av. J.C., dimensions inconnues, Munich, Staatliche Antikensammlungen, inv. 1546.

La légende troyenne possède avant tout une origine grecque, et c’est sur les vases attiques à figures noires que l’image de la Fuite d’Énée fait son apparition. Néanmoins, la célébrité que cette représentation connaît est tout à fait éphémère, montrant alors que dans la majorité des cas, il n’est pas représenté. Ascagne est alors représenté sous les traits d’un jeune garçon svelte, le plus souvent nu, parfois revêtu d’un manteau, courant ou marchant aux côtés de son père, la tête tournée vers l’arrière et donc introduisant la scène dans un contexte de fuite, par sa détermination à vouloir s’en échapper. Ses grandes enjambées figurées par les artistes grecs, contrastent alors avec les pas pesant de son père ployant sous le poids d’Anchise, transporté sur le dos d’Énée. Ascagne est ainsi, dans l’art grec, un personnage avant tout secondaire mais fortement signifiant, permettant de placer la scène dans un contexte d’évasion en amplifiant les éléments préexistants du décor et en enrichissant la trame narrative de l'image, plutôt que d’apporter une charge symbolique comme cela sera le cas dans l’art romain. C’est également en ce sens qu’il faut interpréter ses regards vers l’arrière, que l’on retrouve sur de nombreuses autres céramiques attiques. Personnage aléatoire à l’époque archaïque, il est bien loin d’être l’acteur incontournable qu’il deviendra à la période romaine, et ne porte pas encore de charge dynastique.
Du côté de l’art étrusque, Ascagne n’apparaît que sur très peu de vases. Ascagne n’apparaît que sur l’amphore étrusque à figures rouges de Munich datable de 470 - 460 av. J.C. Il est alors figuré sous les traits d’un jeune garçon à la musculature très développée, à demi-vêtu d’un drapé. Il est représenté en amont de son père et regardant vers l’arrière, mais cette fois-ci tenant la main de sa mère.
Par conséquent, dans l’art grec ou étrusque archaïque, Ascagne est peu représenté la plupart du temps. Ces œuvres permettent de remarquer qu’à cette époque, le modèle canonique de la Fuite d’Énée représente seulement Énée et Anchise. Ce groupe troyen est alors perçu, à cette époque et dans ces régions, comme une incarnation de la piété familiale et non pas comme celle d'un héros fondateur.

### Intailles
Dans le cas des intailles de tradition latine, allant du Ier au IIIe siècle apr. J.-C., Ascagne est difficilement perceptible. La présence du petit troyen sur ces supports de petites dimensions peut être justifiée du fait de l’importance accordée ici à la diversité des personnages secondaires mis en scène, à l’instar de Créüse, ainsi que l’insertion d’éléments d’apparat. Il s’agit d’un support sur lequel il est possible de retrouver une multiplication d’éléments de décors secondaires à caractère avant tout, narratif : porte de ville, cippe, colonne, palladium, etc. Une gemme en cornaline[Laquelle ?] nous offre un aperçu de ce que pouvait être ce type de décor. Ascagne est vêtu d’une tunique, d’un bonnet phrygien et dans sa main gauche du pedum. Mais à la différence de certaines gemmes où Ascagne paraît minuscule, les personnages respectent les proportions. Nous remarquons une variante effectuée par le graveur dans le motif conventionnel, puisqu’il introduit la scène dans un paysage. En arrière-plan, un navire occupé de marins et la porte d’une ville sont visibles. En haut de cette dernière, se trouve également un soldat en armure. Sur cette œuvre, l’artiste donne alors un côté narratif à la scène de la fuite de Troie. Durant l’Antiquité, ces intailles ou gemmes servaient principalement de sceaux personnels ou de cachets. Elles pouvaient également être montées en bague, comme le montre un exemple du British Museum de Londres[Lequel ?], mais aussi en bijoux ou parures, contrairement au camée, qui, quant à lui, est une pierre gravée en relief. Les intailles du Ier siècle jouent alors sur une double signification : celle de la glorification de la pietas erga parentem et erga deos et celle des prétentions généalogiques césariennes qui sont principalement retrouvées dans les émissions monétaires.

### Numismatique

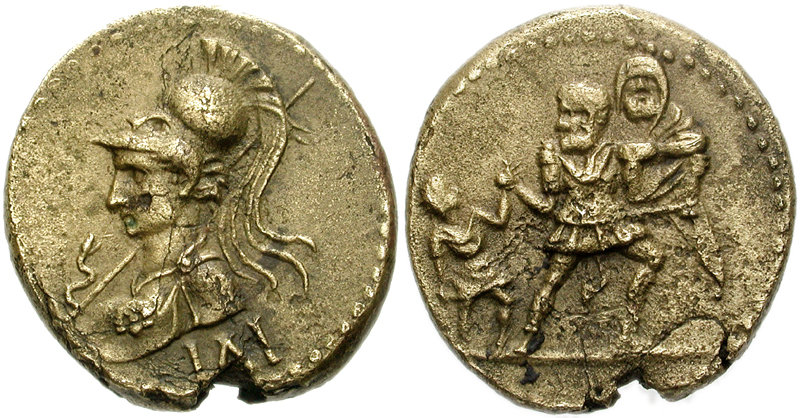
Monnaie de bronze émise sous Vespasien, 19mm. À l’avers, buste cuirassé d'Athéna regardant à gauche, portant une lance sur son épaule droite. Au revers, Enée avance vers la droite, portant Anchise sur son bras gauche et tenant Ascagne de sa main droite.

Du côté de la numismatique, le thème iconographique de la Fuite d’Énée ne connaît presque pas de variantes. Dans les premières émissions monétaires utilisant le thème de la Fuite d’Énée, comme les monnaies de Jules César, Ascagne est principalement absent. Le groupe serait alors composé uniquement d’Énée et d’Anchise, qui serait expliqué par le poids de la tradition iconographique. À cette époque, il semble préférable de rappeler l’incarnation de la pietas erga parentem, vertu capitale chez un citoyen romain de l’époque, plus que la symbolique du héros fondateur. La présence d’Ascagne n’est alors que occasionnelle. Il faut donc admettre que c’est avec Antonin le Pieux que la figure d’Ascagne est reprise sur les émissions monétaires utilisant ce thème, et le groupe prend alors une nouvelle dimension, n'incarnant plus seulement la piété familiale mais également la descendance héroïque de la gens Iulia. Une des versions possibles de la Fuite d’Énée dans la numismatique est notamment la figuration de la scène sur un élément de décor, comme sur une acrotère d’un temple, ou encore sur le devant d’un bouclier. Un sesterce en bronze de l’empereur Antonin le Pieux témoigne de ce schéma. Marchant sur l’acrotère droite du temple, nous pouvons percevoir Énée avec Anchise et Ascagne. Tandis que sur l’acrotère gauche, nous retrouvons Romulus tropaion, avec une lance, destiné à commémorer une victoire militaire. La même disposition est donc retrouvée en pendant de deux héros fondateurs qui sont reproduits sur la toiture du monument. La présence du temple figuré sur la monnaie, célèbre, de ce fait, la grandeur de l’empereur.
La seconde version, plus traditionnelle, du thème de la Fuite d’Énée figurée au revers des émissions monétaires romaines ne représente que le groupe troyen sous sa forme canonique, c’est-à-dire composé d’Énée portant son père Anchise sur son épaule gauche, tout en guidant son fils Ascagne par la main droite, sans aucun décor. Ascagne est ainsi recouvert d’un bonnet phrygien, d’une tunique et tient le pedum dans sa main gauche. Avant la reprise du thème de la Fuite d’Énée par Antonin le Pieux, nous ne connaissons que de rares apparitions du groupe troyen dans les émissions monétaires. Sous Antonin le Pieux, le type iconographique reprend alors le modèle statutaire du groupe troyen du Forum d’Auguste.

### Lampes à huile
Concernant le thème iconographique des lampes à huile, nous ne connaissons quasiment pas de diversité. Ainsi, cela permet de connaître la naissance et la diffusion de ce prototype dans la sphère privée, les lampes de terre cuite étant principalement utilisées pour l'éclairage depuis les périodes protohistoriques, dans diverses régions de l’Empire. Provenant principalement de Rome, elles possèdent généralement un corps circulaire et un court bec arrondi, d’où s'échappe la flamme. Sur ce type de support, la Fuite d’Énée prend une nouvelle tournure : elle est insérée dans un type de décor, entourée d’éléments de paysage, ce dernier étant le seul point qui change un peu de la composition habituelle. Une lampe à huile du British Museum de Londres nous révèle un médaillon central qui met en scène le groupe troyen quittant la ville de Troie avec, en arrière-plan, un bâtiment circulaire, une tholos, jouxtée d’un palmier. Le pourtour du décor mythologique est séparé du disque par une moulure et la scène de la Fuite d’Énée est très rarement mise en scène dans des éléments de paysage tel que celui-ci, bénéficiant alors d’une signification particulière. Le palmier est donc empli d’une forte charge symbolique. Selon Alexandra Dardenay, il serait associé à quatre prodiges, dont l’un implique Romulus, et les trois autres Auguste. Cependant, elle nous explique également que « le palmier associé à Énée préfigure la grandeur de la domus impériale ». En tant que simple élément topique et de paysage exotique, il peut aussi être interprété comme un élément permettant de situer la scène, en l'occurrence en Asie Mineure. À droite du groupe, un cippe est également visible, servant alors de base au Palladium.

## Attribution du nom
- Ascagne est le nom d'un lac et d'un fleuve en Bithynie.
- L'astéroïde (12649) Ascagne porte son nom.
- En zoologie, l’ascagne est un singe de la famille des cercopithécidés.

## Variantes du nom
- Ascanius (mythologie romaine).
- Askanios (mythologie grecque).
- Iule (mythologie romaine).
- Iulus (mythologie romaine).

#### Sources contemporaines
- BELFIORE Jean-Claude, Dictionnaire de la mythologie grecque et romaine, Paris, Édition Larousse, 2010.
- CARPENTER Thomas H., DIEBOLD Christian-Martin (trad.), Les mythes dans l'art grec, Londres, Thames & Hudson, 1997.
- COMMELIN Pierre, MARÉCHAUX Pierre (préfacier), Mythologie grecque et romaine, Paris, Dunod, 1995.
- CRUZ GARCIA FUENTES María, « Aeneas, Ascanio y los reyes de Alba », Hispania Antiqua. Revista de historia antigua, vol. II, 1972, pp. 21–34.
- Alexandra Dardenay, Les mythes fondateurs de Rome : images et politique dans l’Occident Romain, Paris, A. Picard et J. Picard, 2010
- Alexandra Dardenay, Images des fondateurs d'Énée à Romulus, Bordeaux, Ausonius Éditions, 2012
- GALINSKY Gotthard Karl, Aeneas, Sicily, and Rome, Princeton, Princeton University Press, 1969.
- GRANT Michael, HAZEL John, Dictionnaire de la mythologie, Paris, Éditions Tallandier, 2010.
- GRIMAL Pierre, Dictionnaire de la mythologie grecque et romaine, Paris, PUF, 3e éd., 1963, p. 53.
- HUBAUX Jean, Les grands mythes de Rome, Paris, Presses universitaires de France, 1945.
- MOSES Immanuel Finley, Mythe, mémoire, histoire : les usages du passé, Paris, Édition Flammarion, 1981.
- PAULY August Friedrich, WISSOWA Georg, Real Encyclopädie der classischen Altertumwissenschaft, Stuttgart : A. Druckenmüller, Éditions Neue Bearb, 1958.
- PERRET Jacques, Les origines de la légende troyenne de Rome (281-31), Paris, Société d'édition les Belles Lettres, 1942.
- Lexicon Iconographicum Mythologiae Classicae (LIMC), vol. 2.1, Zürich, Édition Artémis, 1981-1999, pp. 860–863.
- Lexicon Iconographicum Mythologiae Classicae (LIMC), vol. 2.2, Zürich, Édition Artémis, 1984, pp. 629–631.

#### Sources anciennes
- Denys d'Halicarnasse, Les Antiquités romaines, livres 1 et 2 : les origines de Rome, Ier siècle av. J.-C., texte établi et traduit par Valérie Fromentin, Jacques Schnäbele, préface de François Hartog, Paris, Les Belles Lettres, collection « La Roue à livres », 1990.
- Homère, Iliade, VIIIe siècle av. J.-C., texte établi et traduit par E. Pessonneaux, Paris, Charpentier et Cie, 1874.
- Plutarque, Les vies des hommes illustres, tome I, « Vie de Romulus », v. 100 - 120 apr. J.-C., texte établi et traduit par D. Richard, Paris, Au Bureau des éditeurs, 1830.
- Tite-Live, Histoire romaine, tome I, livre 1, Ier siècle av. J.-C., texte établi et traduit par J. Bayet (éditeur scientifique), G. Baillet (trad.), Paris, Les Belles Lettres, « Collection des Universités de France », 1961.
- Virgile, Énéide, texte établi et traduit par Jacques Perret, Paris, Gallimard, collection Folio, 1991.